# زاویدویچی
زاویدویچی (به لاتین: Zavidovići) یک منطقهٔ مسکونی در بوسنی و هرزگوین است که در استان زنیتسا-دوبوی واقع شده‌است. زاویدویچی ۵۹۰٫۳ کیلومتر مربع مساحت و ۴۰٬۲۷۲ نفر جمعیت دارد.